# Одиссей и Навзикая (картина Серова)
«Одиссей и Навзикая» или «Одиссей и Навсикая» — картина русского художника Валентина Серова, написанная в 1910 году и известная в трёх авторских вариантах. Окончательный вариант хранится в Третьяковской галерее, два других — в Русском музее.

## Сюжет
Сюжетный материал Серов почерпнул в VI книге поэмы Гомера «Одиссея». В ней рассказывается, что морские волны выбросили нагого Одиссея на берег страны феаков. Царевна Навсикая, приехавшая вместе со служанками стирать бельё, приказала дать путешественнику одежду и взяла его с собой во дворец. Серов изобразил тот момент, когда все персонажи отправляются в путь: царевна и служанки впереди, Одиссей следует за ними. Изображение отодвинуто на средний план, видны только силуэты. Полоса воды на переднем плане увеличивает дистанцию между героями и зрителем.

## Создание
Первые планы написать Навсикаю появились у Валентина Серова не позже 1903 года. В 1907 году художник совершил путешествие по Греции, в пути делая зарисовки и читая «Одиссею». На основе полученных впечатлений он создал картины «Похищение Европы» и «Одиссея и Навсикая». Все три варианта второй картины были созданы в 1910 году, на даче Серовых в Ино в Финляндии. 
Первый эскиз выполнен маслом, второй эскиз и окончательный вариант — гуашью, пастелью и темперой. Эскизы оказались в Русском музее (второй из них некоторое время принадлежал вдове художника, а потом императору Николаю II). Картина находилась в собрании М. Д. Карповой; после революции она попала в Первый Пролетарский музей, а в 1923 году — в Третьяковскую галерею.